# Curtis McKenzie
Curtis McKenzie (né le 22 février 1991 à Golden dans la province de Colombie-Britannique au Canada) est un joueur professionnel canadien de hockey sur glace. Il évolue au poste d'ailier gauche.

## Biographie
McKenzie a joué au niveau junior avec les Vees de Penticton de la Ligue de hockey de la Colombie-Britannique (LHCB) de 2007 à 2009. Il participe au repêchage d'entrée dans la LNH 2009 et est sélectionné au 159e rang par les Stars de Dallas. L'année suivant son repêchage, il part étudier à l'université Miami et joue quatre saisons pour leur équipe de hockey des Redhawks. En avril 2013, après terminé ses études, il signe un contrat avec les Stars et joue pour sa filiale dans la Ligue américaine de hockey, les Stars du Texas. À la suite d'une performance de 65 points (27 buts et 38 aides) lors de la saison 2013-2014, il se voit remettre le trophée Dudley-« Red »-Garrett, remis à la meilleure recrue de la LAH. Il fait ses débuts dans la Ligue nationale de hockey avec les Stars de Dallas lors de la saison 2014-2015.

## Statistiques
| Saison     | Équipe            | Ligue      |    | Saison régulière | Saison régulière | Saison régulière | Saison régulière | Saison régulière |    | Séries éliminatoires | Séries éliminatoires | Séries éliminatoires | Séries éliminatoires | Séries éliminatoires |
| Saison     | Équipe            | Ligue      | PJ | B                | A                | Pts              | Pun              | PJ               | B  | A                    | Pts                  | Pun                  |                      |                      |
| 2007-2008  | Vees de Penticton | LHCB       | 49 | 3                | 7                | 10               | 81               | 7                | 0  | 1                    | 1                    | 9                    |                      |                      |
| 2008-2009  | Vees de Penticton | LHCB       | 53 | 30               | 34               | 64               | 90               | 10               | 3  | 7                    | 10                   | 13                   |                      |                      |
| 2009-2010  | Redhawks de Miami | NCAA       | 42 | 6                | 21               | 27               | 88               | -                | -  | -                    | -                    | -                    |                      |                      |
| 2010-2011  | Redhawks de Miami | NCAA       | 38 | 7                | 5                | 12               | 57               | -                | -  | -                    | -                    | -                    |                      |                      |
| 2011-2012  | Redhawks de Miami | NCAA       | 40 | 5                | 12               | 17               | 60               | -                | -  | -                    | -                    | -                    |                      |                      |
| 2012-2013  | Redhawks de Miami | NCAA       | 39 | 11               | 13               | 24               | 80               | -                | -  | -                    | -                    | -                    |                      |                      |
| 2012-2013  | Stars du Texas    | LAH        | 5  | 0                | 1                | 1                | 14               | 2                | 0  | 0                    | 0                    | 0                    |                      |                      |
| 2013-2014  | Stars du Texas    | LAH        | 75 | 27               | 38               | 65               | 92               | 21               | 3  | 11                   | 14                   | 21                   |                      |                      |
| 2014-2015  | Stars du Texas    | LAH        | 31 | 6                | 15               | 21               | 46               | 3                | 1  | 1                    | 2                    | 18                   |                      |                      |
| 2014-2015  | Stars de Dallas   | LNH        | 36 | 4                | 1                | 5                | 48               | -                | -  | -                    | -                    | -                    |                      |                      |
| 2015-2016  | Stars du Texas    | LAH        | 61 | 24               | 31               | 55               | 120              | 4                | 1  | 1                    | 2                    | 8                    |                      |                      |
| 2015-2016  | Stars de Dallas   | LNH        | 3  | 0                | 0                | 0                | 0                | 1                | 0  | 0                    | 0                    | 5                    |                      |                      |
| 2016-2017  | Stars de Dallas   | LNH        | 53 | 6                | 10               | 16               | 72               | -                | -  | -                    | -                    | -                    |                      |                      |
| 2017-2018  | Stars du Texas    | LAH        | 51 | 25               | 23               | 48               | 74               | 22               | 11 | 9                    | 20                   | 27                   |                      |                      |
| 2017-2018  | Stars de Dallas   | LNH        | 7  | 0                | 2                | 2                | 11               | -                | -  | -                    | -                    | -                    |                      |                      |
| 2018-2019  | Wolves de Chicago | LAH        | 71 | 20               | 34               | 54               | 112              | 21               | 8  | 7                    | 15                   | 51                   |                      |                      |
| 2019-2020  | Wolves de Chicago | LAH        | 61 | 17               | 25               | 42               | 36               | -                | -  | -                    | -                    | -                    |                      |                      |
| 2020-2021  | Comets d'Utica    | LAH        | 61 | 17               | 25               | 42               | 36               | -                | -  | -                    | -                    | -                    |                      |                      |
| 2021-2022  | Stars du Texas    | LAH        | 72 | 21               | 29               | 50               | 82               | 2                | 0  | 0                    | 0                    | 4                    |                      |                      |
| 2022-2023  | Stars du Texas    | LAH        | 70 | 22               | 32               | 54               | 83               | 8                | 3  | 2                    | 5                    | 4                    |                      |                      |
| Totaux LNH | Totaux LNH        | Totaux LNH | 99 | 10               | 13               | 23               | 131              | 1                | 0  | 0                    | 0                    | 5                    |                      |                      |

## Trophées et honneurs personnels
- 2013-2014 :
  - nommé dans l'équipe d'étoiles des recrues de la LAH ;
  - remporte le trophée Dudley-« Red »-Garrett remis à la meilleure recrue de la LAH.